# Saagar (film)
Pour plus de détails, voir Fiche technique et Distribution.
Saagar est un drame romantique, en langue hindoue, réalisé en 1985, par Ramesh Sippy. Le film met en vedette Dimple Kapadia, Rishi Kapoor et Kamal Haasan. Il comprend des paroles, une histoire ainsi qu'un scénario écrits par Javed Akhtar et une musique de Rahul Dev Burman. Il a été salué par la critique, dès sa sortie, et a remporté quatre Filmfare Awards. C'est la deuxième fois dans l'histoire des Filmfare Awards qu'un acteur est nommé à la fois pour le prix du meilleur acteur et pour celui du meilleur acteur dans un second rôle. Le précédent nommé pour les deux prix était Ashok Kumar (pour Aashirwad (en) en 1968). Kamal Haasan a finalement remporté le prix du meilleur acteur, sa première et unique récompense dans cette catégorie pour un film hindi. Saagar est le film de retour pour Dimple Kapadia.
Saagar a été le film officiel de l'Inde pour l'Oscar du meilleur film en langue étrangère en 1985.

## Synopsis
Mona (Dimple Kapadia) dirige un petit restaurant à Goa. Raja (Kamal Haasan), qui vit à proximité, est un bon ami. Il est amoureux d'elle mais ne peut pas exprimer ses sentiments. Ravi (Rishi Kapoor) est issu d'une riche famille d'industriels qui a quitté les États-Unis pour s'installer à Goa. Mona et Ravi tombent amoureux ce que Raja ignore. La grand-mère de Ravi, Kamladevi (Madhur Jaffrey), s'oppose à leur amour en raison de leurs différences de classe.

## Fiche technique
Sauf indication contraire, les informations mentionnées dans cette section peuvent être confirmées par la base de données cinématographiques IMDb,  présente dans la section « Liens externes ».
- Titre : Saagar
- Réalisation : Ramesh Sippy
- Scénario : Javed Akhtar
- Musique : Rahul Dev Burman
- Production : G.P. Sippy
- Langue : Hindi
- Genre : Film musical - Romance
- Durée : 187 minutes (3 h 07)
- Dates de sorties en salles :
  -  Inde : 9 août 1985

## Distribution
- Rishi Kapoor : Ravi
- Dimple Kapadia : Mona D'Silva
- Kamal Haasan : Raja
- Nadira : Miss Joseph
- Saeed Jaffrey : Mr D'Silva
- Madhur Jaffrey : Kamladevi (grand-mère de Raja)
- A. K. Hangal (en) : Baba (dans le phare)
- Shafi Inamdar (en) : Vikram
- Satish Kaushik : Batuk Laal
- Kiran Vairale : Maria
- Lilliput (en) : Cheena
- Goga Kapoor (en) : Thekedaar
- Balu Gaikwad : Bhikari

## Sortie
Saagar sort le 9 août 1985. Bien que salué par la critique, il est reconnu au fil des ans grâce à des rediffusions sur les chaînes de télévision et est désormais considéré comme un classique et un film culte. En 2015, Saagar est projeté au Festival du film de l'habitat.